# Марк Фабій Амбуст (Великий понтифік 390 року до н. е.)
Марк Фа́бій Амбу́ст (лат. Marcus Fabius Ambustus; IV століття до н. е.) — політичний і державний діяч Римської республіки, Pontifex Maximus 390 року до н. е.

## Біографічні відомості
Походив з гілки Амбустів роду Фабіїв. Про нього збереглося мало відомостей. У 390 році до н. е. його було вибрано великим понтифіком. Його найімовірніше двоюрідними братами були посли до галів Квінт Фабій Амбуст, Нумерій Фабій Амбуст і Цезон Фабій Амбуст, які провалили місію і спричинили начебто вторгнення галів до Риму. Того ж року Рим було взято галами на чолі з Бренном. Таким чином Марк Фабій Амбуст мав бути племінником Марка Фабія Вібулана, найімовірніше двоюрідним. Подальша доля його невідома.